# Blood Mountain
| 전문가 평가      | 전문가 평가 |
| 총 점수          | 총 점수     |
| 출처             | 점수        |
| ---------------- | ----------- |
| 메타크리틱       | 82/100      |
| 평가 점수        |             |
| 출처             | 점수        |
| AbsolutePunk     | 93%         |
| AllMusic         | [ 1 ]       |
| The A.V. Club    | A           |
| Blabbermouth     | 8/10        |
| Drowned in Sound | 10/10       |
| The Guardian     | [ 7 ]       |
| The Observer     | [ 8 ]       |
| Pitchfork        | 8.7/10      |
| PopMatters       | 10/10       |
| Rolling Stone    | [ 11 ]      |

《Blood Mountain》은 미국의 헤비 메탈 밴드 마스토돈의 세 번째 스튜디오 음반이자 메이저 레이블 데뷔이다. 음반의 녹음은 2006년 4월에 끝났고 영국에서는 9월 12일에, 북미에서는 9월 12일에 리프리즈 레코드를 통해 발매되었다. 음반 전체는 발매 며칠 전에 밴드의 마이스페이스 페이지에서 스트리밍 될 수 있다.

## 배경
마스토돈의 이전 스튜디오 작업인 《Leviathan》과 마찬가지로 《Blood Mountain》은 콘셉트 음반이다. 베이시스트 트로이 샌더스에 따르면, "그것은 산을 오르는 것과 산, 숲에 발이 묶였을 때, 그리고 길을 잃었을 때 당신에게 일어날 수 있는 다양한 일들에 관한 것입니다. 당신은 굶주리고, 환각에 빠졌고, 이상한 생명체와 마주쳤습니다. 당신은 사냥을 당하고 있습니다. 그것은 그 모든 투쟁에 관한 것입니다." 기타리스트 빌 켈리허는 이 음반을 지구의 요소를 대표한다고 생각한다. 당시 베이시스트 트로이 샌더스는 이 음반을 "음소적으로 우리가 한 최고의 음반"이라고 불렀다. 밴드가 초기 작업에서 사용했던 더 가혹한 보컬 대신 깨끗하고 멜로디컬한 보컬에 중점을 둔 밴드는 이 음반에서 계속해서 성장한다.

## 상업적 성과
《Blood Mountain》은 24,000장이 판매되어 32위로 빌보드 200 베스트 셀러 음반 차트에 진입했으며, 이는 《Crack the Skye》와 《The Hunter》에 이어 밴드 역사상 세 번째로 높은 데뷔 기록이다. 이 음반은 또한 지금까지 밴드의 가장 높은 판매 노력 중 하나이다. 밴드의 웹사이트에 따르면 2006년 12월까지 음반은 미국에서만 65,000장 이상이 팔렸고, 닐슨 사운드스캔에 따르면 음반은 미국에서 150,000장이 팔렸고, 2010년 9월까지 176,000장이 팔렸다.

## 곡 목록
모든 곡들은 마스토돈에 의해 작사/작곡하였다.
| #   | 제목                                              | 재생 시간 |
| --- | ------------------------------------------------- | --------- |
| 1.  | 〈The Wolf Is Loose〉                             | 3:34      |
| 2.  | 〈Crystal Skull (Feat. 스콧 켈리)〉               | 3:27      |
| 3.  | 〈Sleeping Giant〉                                | 5:36      |
| 4.  | 〈Capillarian Crest〉                             | 4:25      |
| 5.  | 〈Circle of Cysquatch〉                           | 3:20      |
| 6.  | 〈Bladecatcher〉                                  | 3:20      |
| 7.  | 〈Colony of Birchmen (Feat. 조시 호미)〉          | 4:20      |
| 8.  | 〈Hunters of the Sky〉                            | 3:52      |
| 9.  | 〈Hand of Stone〉                                 | 3:30      |
| 10. | 〈This Mortal Soil〉                              | 5:00      |
| 11. | 〈Siberian Divide (Feat. 세드릭 빅슬러자발라)〉   | 5:32      |
| 12. | 〈Pendulous Skin (Feat. 이사야 "아이키" 오웬스)〉 | 5:06      |

## 인증
| 국가                               | 인증 | 판매량/출하량 |
| ---------------------------------- | ---- | ------------- |
| 영국 (BPI)                         | 실버 | 60,000        |
| 판매량+스트리밍을 기반으로 한 인증 |      |               |